# شاخص قابلیت اطمینان
شاخص قابلیت اطمینان تلاشی  برای ارزیابی کمی قابلیت اطمینان یک سیستم با استفاده از یک مقدار عددی است. مجموعه شاخص‌های قابلیت اطمینان بسته به رشته مهندسی متفاوت است، چندین شاخص مختلف ممکن است برای مشخص کردن یک سیستم واحد استفاده شود. در مورد ساده یک شی که پس از خرابی قابل استفاده یا تعمیر نیست، یک شاخص مفید میانگین زمان خرابی  است که نشان دهنده انتظار طول عمر شیء است. یکی دیگر از شاخص‌های بین رشته‌ای نرخ خاموشی اجباری (FOR) است، احتمال اینکه نوع خاصی از دستگاه از کار افتاده باشد. شاخص‌های قابلیت اطمینان به‌طور گسترده در مقررات برق مدرن استفاده می‌شود. 

## شبکه‌های توزیع برق
برای شبکه‌های توزیع برق، «محدوده گیج‌کننده‌ای از شاخص‌های قابلیت اطمینان» وجود دارد که مدت یا دفعات وقفه‌های برق را کمیت می‌کند، برخی تلاش می‌کنند هر دو را در یک عدد واحد ترکیب کنند، که «تقریباً غیرممکن» است.  شاخص‌های پرطرفدار معمولاً مشتری‌مدار هستند،  برخی به صورت جفت هستند، که در آن «سیستم» (S) در نام نشان‌دهنده میانگین در بین همه مشتریان و «مشتری» (C) نشان‌دهنده میانگین فقط در بین مشتریان تحت تأثیر است. مشتریان (کسانی که حداقل یک وقفه داشتند).  همه شاخص‌ها در یک دوره معین، معمولاً یک سال محاسبه می‌شوند:
- شاخص میانگین مدت وقفه سیستم (SAIDI) بیشتر مورد استفاده قرار می‌گیرد [۴] و میانگین کل مدت زمان قطع برق به ازای هر مشتری را نشان می‌دهد.
- میانگین مدت زمان وقفه مشتری (CAIDI) میانگین مدت وقفه است.
- شاخص کل میانگین مدت وقفه مشتری (CTAIDI) میانگین مدت یک وقفه در مشتریان آسیب دیده‌است.
- شاخص فرکانس وقفه متوسط سیستم (SAIFI) نیز اغلب مورد استفاده قرار می‌گیرد [۱] و تعداد قطعی برق را به ازای هر مشتری متوسط نشان می‌دهد.
- شاخص فرکانس وقفه متوسط مشتری (CAIFI) نشان دهنده میانگین تعداد قطع برق به ازای هر مشتری آسیب دیده‌است، CAIFI = CTAIDI / CAIDI. [۱]
- شاخص فرکانس وقفه متوسط لحظه ای (MAIFI) نشان دهنده میانگین تعداد لحظه ای (کوتاه، معمولاً کمتر از ۱ دقیقه یا کمتر از ۵ دقیقه) برای هر مشتری است. اگر MAIFI مشخص باشد، وقفه‌های لحظه ای معمولاً از SAIFI خارج می‌شوند، بنابراین از نظر مشتری، تعداد کل وقفه‌ها SAIFI+MAIFI خواهد بود. [۱]
- شاخص متوسط در دسترس بودن خدمات (ASAI) نسبت کل ساعاتی است که مشتریان واقعاً به آنها خدمات ارائه کرده‌اند به تعداد ساعاتی که آنها خدمات را درخواست کرده‌اند.

### تاریخچه
تأسیسات برق در اواخر قرن نوزدهم به وجود آمدند و از زمان پیدایش آنها باید به مشکلات سیستم‌های توزیع خود پاسخ می‌دادند. در ابتدا از ابزارهای اولیه استفاده می‌شد: اپراتور برق تماس‌های تلفنی را از مشتریانی که برق خود را از دست می‌دادند دریافت می‌کرد، پین‌ها را در نقشه دیواری در محل آنها قرار می‌داد و سعی می‌کرد مکان خطا را بر اساس دسته‌بندی پین‌ها حدس بزند. حسابداری خاموشی‌ها صرفاً داخلی بود و سال‌ها تلاشی برای استانداردسازی آن (تا اواسط دهه ۱۹۴۰ در ایالات متحده) صورت نگرفت. در سال ۱۹۴۷، یک مطالعه مشترک توسط مؤسسه Edison Electric و مؤسسه مهندسان برق و الکترونیک (در آن زمان هنوز AIEE) شامل بخشی در مورد نرخ خطا برای خطوط توزیع هوایی بود، نتایج توسط  وستینگهاوس در سال ۱۹۵۹ در کتاب مرجع مهندسی تأسیسات برق با جزئیات خلاصه شد: توزیع. سیستم‌ها 
در ایالات متحده، علاقه به ارزیابی قابلیت اطمینان تولید، انتقال، پست‌ها و توزیع پس از خاموشی شمال شرق در سال ۱۹۶۵ افزایش یافت. اثری از کاپرا و همکاران. در سال ۱۹۶۹ طراحی سیستم‌هایی را در سطوح استاندارد شده از قابلیت اطمینان پیشنهاد کرد و معیاری مشابه SAIFI مدرن را پیشنهاد کرد.  SAIFI, SAIDI, CAIDI, ASIFI، و AIDI در دهه ۱۹۷۰ به‌طور گسترده مورد استفاده قرار گرفتند و در ابتدا بر اساس داده‌های بلیط‌های قطع کاغذ محاسبه شدند، سیستم‌های مدیریت خاموشی کامپیوتری (OMS) در درجه اول برای جایگزینی "Pushpin" مورد استفاده قرار گرفتند. "روش ردیابی خاموشی‌ها. IEEE تلاشی را برای استانداردسازی شاخص‌ها از طریق انجمن مهندسی برق خود آغاز کرد. این کارگروه که تحت نام‌های مختلف (گروه کاری سوابق عملکرد برای بهینه‌سازی طراحی سیستم، کارگروه قابلیت اطمینان توزیع، گروه کاری قابلیت اطمینان توزیع، استانداردهای IEEE P1366، IEEE P1782) فعالیت می‌کند، گزارش‌هایی ارائه کرد که بسیاری از شاخص‌های مدرن را تعریف می‌کرد. استفاده کنید.  به ویژه، SAIDI, SAIFI, CAIDI, CAIFI, ASAI، و ALII در راهنمای اندازه‌گیری قابلیت اطمینان و جمع‌آوری داده‌ها (1971) تعریف شدند.  در سال ۱۹۸۱ شرکت‌های برق تلاشی را برای توسعه یک برنامه کامپیوتری برای پیش‌بینی شاخص‌های قابلیت اطمینان در مؤسسه تحقیقات برق برق تأمین کردند (خود EPRI به عنوان پاسخی به خاموشی در سال ۱۹۶۵ ایجاد شد). در اواسط سال ۱۹۸۰، شرکت‌های برق تحت کاهش نیروی کار قرار گرفتند، نهادهای نظارتی دولتی نگران شدند که قابلیت اطمینان در نتیجه آسیب ببیند و شروع به درخواست گزارش سالانه قابلیت اطمینان کردند.  با فراگیر شدن رایانه‌های شخصی در دهه ۱۹۹۰، OMS ارزان‌تر شد و تقریباً همه شرکت‌ها آنها را نصب کردند.  تا سال ۱۹۹۸، ۶۴ درصد از شرکت‌های خدمات شهری توسط تنظیم‌کننده‌های ایالتی ملزم شدند که قابلیت اطمینان را گزارش کنند (اگرچه تنها ۱۸ درصد، رویدادهای لحظه‌ای را در محاسبات لحاظ می‌کردند). 

## سیستم‌های تولید برق
برای سیستم‌های تولید برق، شاخص‌ها معمولاً تعادل بین توانایی سیستم برای تولید برق ("ظرفیت") و مصرف آن ("تقاضا") را منعکس می‌کنند و گاهی اوقات به عنوان شاخص‌های کفایت نامیده می‌شوند.  همان‌طور که NERC کفایت (آیا ظرفیت کافی وجود خواهد داشت؟) و امنیت (آیا در صورت اختلال کار می‌کند؟) جنبه‌های قابلیت اطمینان را متمایز می‌کند. فرض بر این است که اگر موارد تقاضای بیش از ظرفیت تولید به اندازه کافی نادر و کوتاه باشد، شبکه توزیع قادر خواهد بود با دریافت انرژی از طریق اتصال خارجی یا با «ریزش» بخشی از بار الکتریکی از قطع برق جلوگیری کند. همچنین فرض بر این است که سیستم توزیع ایده‌آل است و قادر به توزیع بار در هر پیکربندی تولیدی است.  شاخص‌های قابلیت اطمینان برای تولید الکتریسیته عمدتاً مبتنی بر آمار هستند (احتمالی)، اما برخی از آنها حاشیه‌های ظرفیت اضافی را منعکس می‌کنند (و قطعی نامیده می‌شوند). شاخص‌های قطعی عبارتند از:
- حاشیه ذخیره (RM، درصدی از ظرفیت تولید بیش از حداکثر بار پیش‌بینی‌شده) به‌طور سنتی توسط شرکت‌های برق استفاده می‌شد، با مقادیری که در ایالات متحده تا فشارهای اقتصادی دهه ۱۹۷۰ به ۲۰ تا ۲۵ درصد می‌رسید. [۱۱]
- شاخص بزرگ‌ترین واحد (LU) مبتنی بر این ایده است که ظرفیت اضافی باید با ظرفیت بزرگ‌ترین ژنراتور در سیستم مرتبط باشد، [۱۲] که می‌تواند با یک خطا حذف شود.
- برای سیستم‌هایی که نقش مهمی از نیروگاه آبی دارند، حاشیه باید به کمبود برق در «سال خشک» (شرایط از پیش تعریف‌شده عرضه کم‌آب، معمولاً یک سال یا متوالی سال‌ها) مربوط باشد. [۱۲]

شاخص‌های مبتنی بر آمار عبارتند از: 
- از دست دادن احتمال بار (LOLP) منعکس کننده احتمال فراتر رفتن تقاضا از ظرفیت در یک بازه زمانی معین (مثلاً یک سال) قبل از انجام هرگونه اقدام اضطراری است. به عنوان درصدی از زمانی تعریف می‌شود که در طی آن بار روی سیستم از ظرفیت آن بیشتر می‌شود.
- از دست دادن انتظار بار (LOLE) کل مدت زمان از دست دادن مورد انتظار بار در روز است، LOLH معادل آن بر حسب ساعت است. [۱۴]
- انرژی مصرف نشده مورد انتظار (EUE) مقداری از انرژی اضافی است که برای برآورده کردن کامل تقاضا در مدتی (معمولاً یک سال) مورد نیاز است. همچنین به عنوان «انرژی مورد انتظار ارائه نشده» (یا عرضه نشده، EENS) شناخته می‌شود، همچنین به عنوان از دست دادن انتظار انرژی، LOEE نیز شناخته می‌شود. [۱۵]
- از دست دادن رویدادهای بار (LOLEV) تعدادی از شرایط است که در آن تقاضا بیش از ظرفیت است.
- منبع تغذیه مورد انتظار (EPNS)؛
- از دست دادن احتمال انرژی (LOEP)؛
- شاخص انرژی قابلیت اطمینان (EIR)؛
- شاخص مدت وقفه (IDI) (این فقط نام دیگری برای SAIDI است).
- انرژی محدود شده

ایبانز و میلیگان فرض می‌کنند که معیارهای قابلیت اطمینان برای تولید در عمل به صورت خطی مرتبط هستند. به‌طور خاص، مقادیر اعتبار ظرفیت محاسبه شده بر اساس هر یک از عوامل «نسبتا نزدیک» بود. 